# Tabapuã
Tabapuã is een gemeente in de Braziliaanse deelstaat São Paulo. De gemeente telt 11.980 inwoners (schatting 2009).